# Rowlandita-(Y)
La rowlandita-(Y) és un mineral de la classe dels silicats. Rep el nom en honor de Henry Augustus Rowland (27 de novembre de 1848 – 16 d'abril de 1901), professor de física, de la Universitat Johns Hopkins, a Baltimore, Maryland, pel seu treball espectrogràfic sobre elements de terres rares. Originàriament es va anomenar simplement rowlandita, i el sufix es va afegir el 1987 per denominar l'element dominant de terres rares: l'itri.

## Característiques
La rowlandita-(Y) és un silicat de fórmula química (Y,Ce)₄Fe2+(Si₂O₇)₂F₂ (?). Es tracta d'una espècie aprovada per l'Associació Mineralògica Internacional, i publicada per primera vegada el 1891. Cristal·litza en el sistema triclínic. La seva duresa a l'escala de Mohs es troba entre 5,5 i 6,5. Segons la classificació de Nickel-Strunz, la rowlandita-(Y) pertany a «09.HG - Silicats sense classificar, amb REE, Th» juntament amb la umbozerita.

## Formació i jaciments
Va ser descoberta al mont Baringer Hill, a la localitat de Bluffton, dins el comtat de Llano (Texas, Estats Units). Als Estats Units també ha estat descrita en altres indrets de Texas i Colorado. També se n'ha trobat al Canadà, Noruega i Finlàndia.